# Hermenegild Carrera i Miró
Hermenegild Carrera i Miró (Santa Coloma de Queralt, 13 d’agost de 1863 – Granollers, 22 de juliol de 1935) va ser un metge higienista català.
Carrera es llicencia a la Facultat de Medicina de Barcelona (1881) i es doctora a Madrid amb la tesi Sintomatología razonada del cólera morbo asiático (1886)', on explica la seva experiència com a metge de Conesa, on el 1885 van viure 55 persones en un brot de pesta. També sobre aquesta temàtica, rep un premi de l’Acadèmia d’Higiene de Catalunya pel treball De los diaforéticos y los diuréticos, como el tratamiento más racional del cólera (1887).
Vers aquesta data comença a exercir de metge a Santa Coloma de Queralt, on redacta el Formulario particular del Dr. Carrera y Miró', un receptari per a combatre 204 dolències. Arran d’aquesta experiència, escriu la Topografía médica de la Villa de Santa Coloma de Queralt (1897), una extensa obra en la qual defensa els postulats de l’higienisme, i proposa accions concretes per reduir la mortalitat de la seva vila natal.
El 1895 es va traslladar a la Roca del Vallès, on va exercir de metge titular fins al 1915. Durant aquest període se celebra el Primer Congrés d’Higiene de Catalunya, i Carrera hi participa amb la comunicació “Etiologia de les malalties mentals més freqüents a Catalunya”, presentada juntament amb Josep Tarruella (1906), amb qui també havia col·laborat en l’article “Freqüència de l’apoplexia cerebral á Catalunya i medis d’evitar-la” Aquest any també participa en la fundació del Cos de Metges Titulars d’Espanya.  
Més enllà de la medicina, Carrera va ser militant de la Lliga Regionalista i va conrear a bastament els tres camps de la literatura. La producció lírica va quedar recollida en el recull Trilogia del cor (1904); a finals del s. XIX va escriure el drama La Nissaga dels Roures; en el camp de la novel·la, va publicar en castellà Tristes amorós, El medico de la aldea, i obres socials com La Energia, La prostitución en el campo o Profilaxis documental.
Carrera passa els darrers anys vint de la seva vida (1915-1935) a Granollers.